# BOO〜おなかが空くほど笑ってみたい〜
『BOO〜おなかが空くほど笑ってみたい〜』（ブー おなかがすくほどわらってみたい）は、日本の男性ヴォーカルグループ、ゴスペラーズ（The Gospellers）の10枚目のシングル。1998年6月20日にキューンミュージックから発売された。

## 解説
表題曲の「BOO〜おなかが空くほど笑ってみたい〜」は、テレビ東京系テレビアニメ『はれときどきぶた』の後期オープニングテーマに使用されており、ゴスペラーズ初のアニメのタイアップ楽曲となった。なお、作詞家・阿久悠と作曲家・筒美京平がゴスペラーズのシングルに初参加している。
発売当初は8cmCDシングルであったが、2002年9月26日の再発売時には12cmCDシングルへと規格が変更された。

## 収録曲
1. BOO〜おなかが空くほど笑ってみたい〜
  - 作詞：阿久悠／作曲：筒美京平／編曲：BANANA ICE
  - テレビ東京系 テレビアニメ『はれときどきぶた』後期オープニング・テーマ
2. 愛の歌
  - 作詞：安岡優／作曲：黒沢カオル／編曲：金子隆博
3. BOO〜おなかが空くほど笑ってみたい〜（オリジナル・カラオケ）